# Гальбан

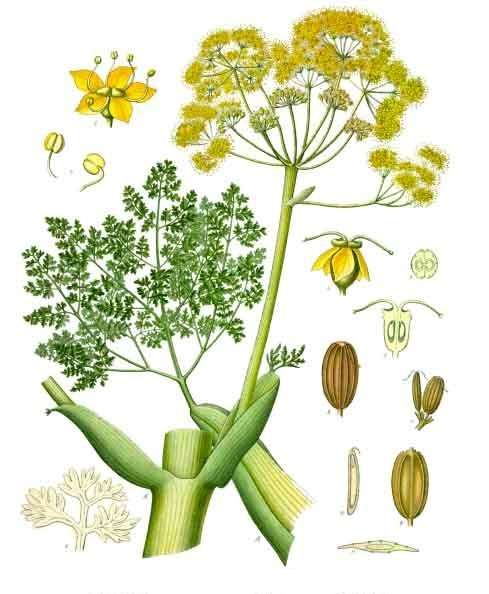
Ferula gummosa, з якої отримують гальбанум.

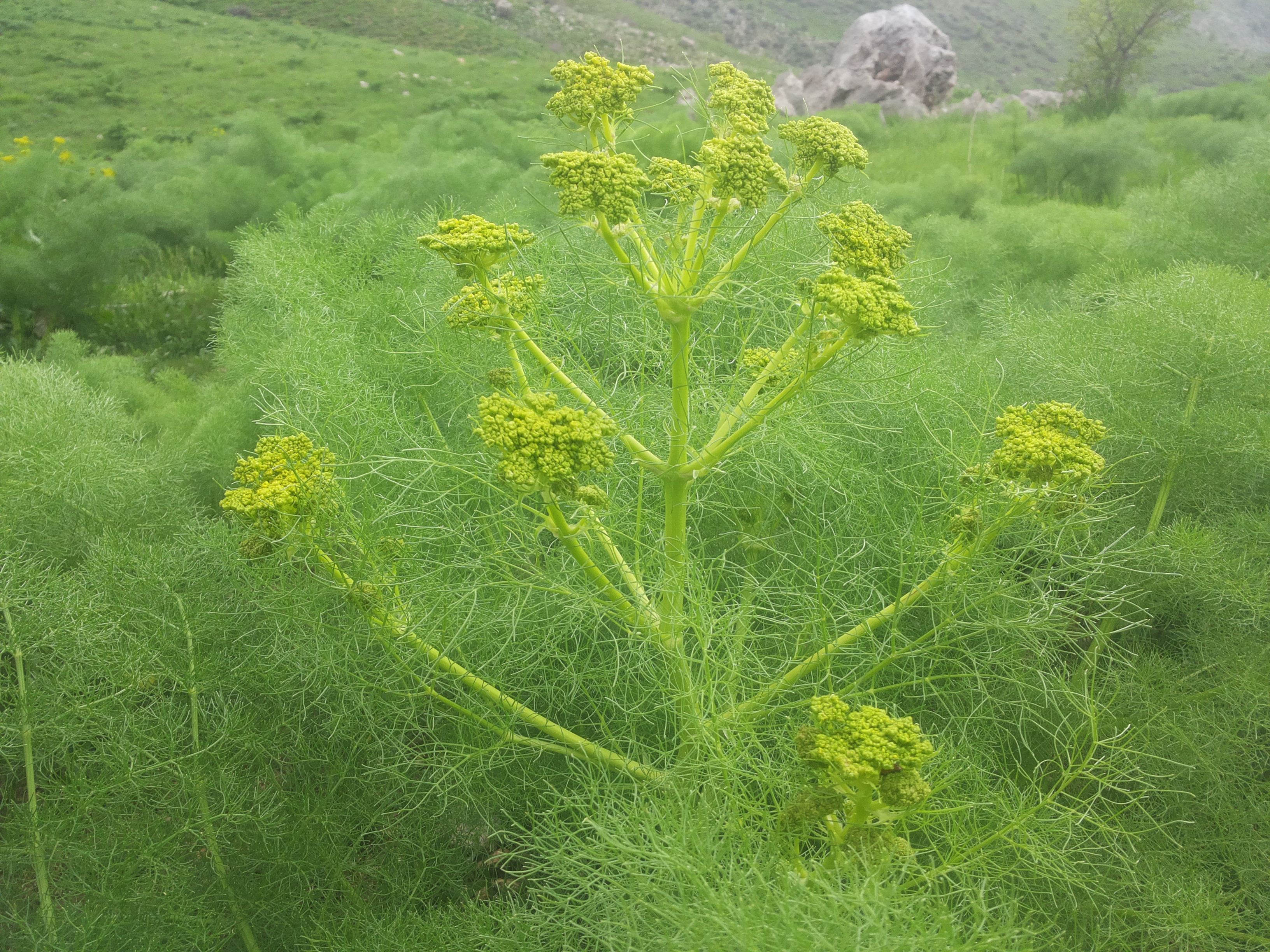
Квіти Galbanum, гори Курдистан, Хевраман.

Гальбан — це ароматична камедеподібна смола і є продуктом деяких зонтичних видів рослин у роду Ferula, головним чином Ferula gummosa (синонім F. galbaniflua) і Ferula rubricaulis. Рослини, з яких добувають гальбан, рясно ростуть на схилах гірських хребтів північного Ірану. Зазвичай має вигляд твердих або м'яких, нерівномірних, більш-менш напівпрозорих і блискучих грудок, або іноді у вигляді окремих краплинок, світло-коричневого, жовтуватого або зеленувато-жовтого кольору, і має неприємний, гіркий смак, своєрідний, трохи мускусний запах, інтенсивний зелений аромат. Питома вага 1,212. Містить близько 8 % терпенів; 65 % латексу, який містить сірку; приблизно 20 % смоли; і дуже невелику кількість безбарвної кристалічної речовини умбелиферону. Гальбан також містить α-пінен, β-пінен, лімонен, кадинен, 3-карне і оцимен.

## Використання

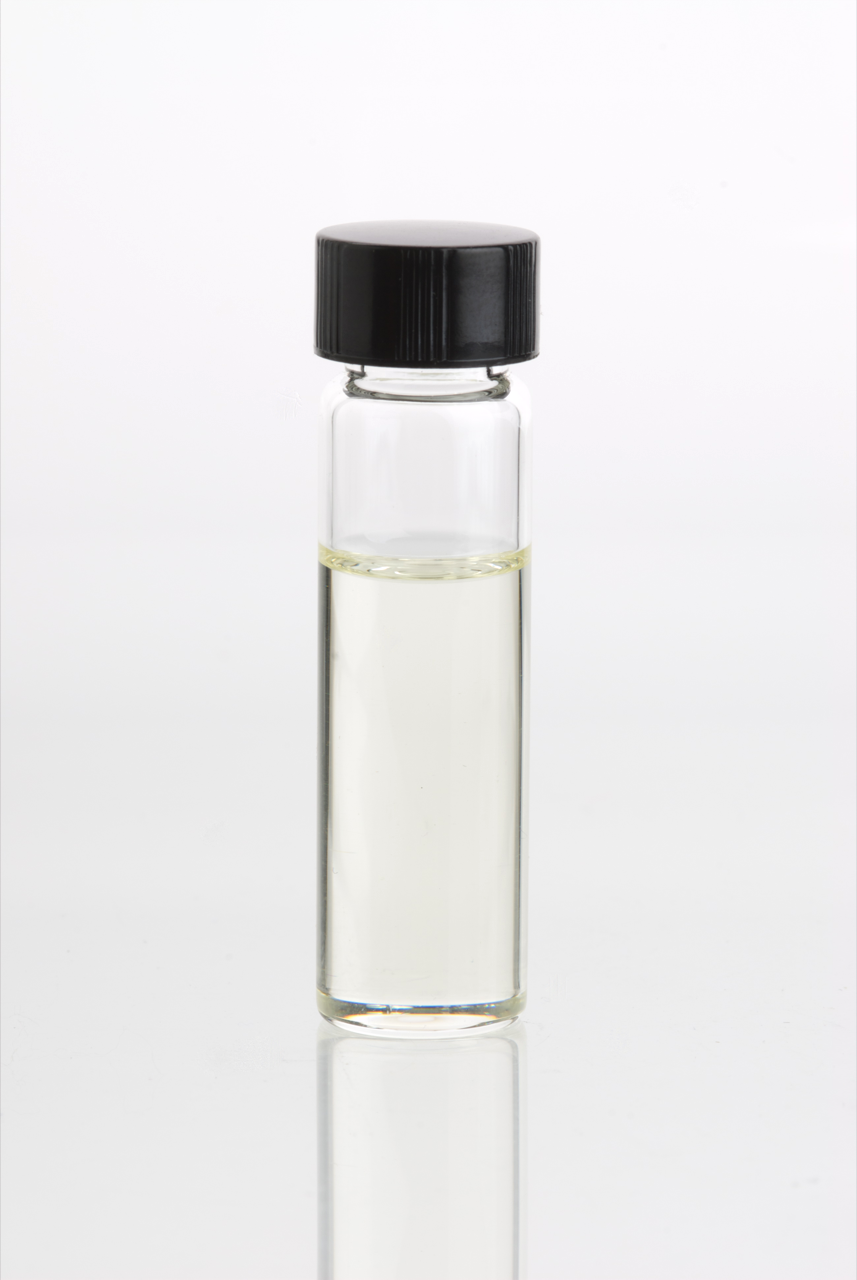
Ефірна олія Galbanum (Ferula gummosa) у флаконі прозорого скла

У Книзі Виходу 30:34 згадується, що гальбан використовувався у створенні кеторету, який використовується, коли йдеться про посвячувальне кадило, описане в єврейській Біблії та Талмуді. Його також називають хакеторетом (ладаном). Речовину було запропоновано на спеціалізованому кадильному вівтарі в той час, коли Скинія була розташована в Першому і Другому Єрусалимських храмах. Кеторет був важливою складовою служби храму в Єрусалимі. Раші у 12-му столітті коментує цей уривок таким чином, що гіркий гальбан був включений до ладану, як нагадування про навмисних і нероскаяних грішників.
Гальбан іноді використовується у виробництві сучасних парфумів, і є інгредієнтом, який надає характерний запах ароматам «Must» від Cartier, «Vent Vert» від Balmain, "Chanel № 19" та «Vol De Nuit» від Guerlain. Дебют галбану у вишуканій сучасній парфумерії, як правило, вважається походженням «зеленої» сім'ї ароматів, на прикладі якої був аромат «Vert Vert», якого вперше запустили Balmain в 1945 році.
Гіппократ використовував його у медицині, а Пліній (Природнича історія xxiv. 13) приписує гальбану надзвичайні цілющі властивості, завершуючи свій висновок про це твердженням, що «легкого дотик його, змішаний з олією спондилія достатньо, щоб вбити змію». Препарат іноді використовується у сучасній медицині, у дозах від п'яти до п'ятнадцяти гранул. Володіє дією, загальною для речовин, які містять смолу і ефірну олію.
Латинська назва Ferula частково походить від Ferule, що є указкою шкільного вчителя, наприклад тростиною, палицею або плоскою лінійкою, які використовувалися для покарання дітей. Ферула, яка називається нартексом (або гігантським фенхелем), яка має аромат, подібний до гальбануму, має довгі, прямі і міцні порожнисті стебла, які сегментуються, як бамбук. Вони в давнину використовувалися як смолоскипи. Саме таким смолоскипом, згідно з грецькою міфологією, Прометей, який обдурив свого батька, вкрав частину його вогню, приніс вогонь людству. Вакханки були описані з використанням зброї, подібної до бамбукових стебел. Такі стрижні використовувалися, як тростини для ходіння, шини, для перемішування киплячих рідин і для тілесних покарань. Деякі з міфологій могли передати на відповідного гальбанума, значення якого було передано як священна «материнська смола». Давні єгиптяни високо цінували гальбан як священну речовину. Вважається, що «зелене» кадила єгипетської давнини було гальбаном. Смола гальбан має дуже інтенсивний зелений аромат, що супроводжується скипидарним запахом. Початкові ноти — це дуже гіркий, гострий і своєрідний аромат за яким слідує складний зелений, пряний, деревний, бальзамічний аромат. При розведенні аромат гальбану по-різному був описаний, який нагадує запах сосни (через вміст пінену і лімонену), вічнозелених, зелені бамбука, петрушки, зелених яблук, мускусу або просто інтенсивний зелений. Олія має топотин, подібний до соснового, запах якого менш виражений у смоловидному стані. Останній, у свою чергу, має більш деревний бальзамічний, хвойний смолистий характер. Гальбан часто фальсифікується сосновою ефірною олією.